# Юрьевское (Ярославский район)
Юрьевское — деревня в Ярославском районе Ярославской области. Входит в состав Туношенского сельского поселения.

## География
Находится в восточной части Ярославской области на расстоянии приблизительно 29 км на восток по прямой от станции Ярославль.

## История
В 1859 году здесь (деревня Ярославского уезда Ярославской губернии) было учтено 13 дворов, в 1898 — 29.

## Население
Численность населения: 118 человек (1859 год), 19 (русские 100 %) в 2002 году, 6 в 2010.